# Sarraounia
Sarraounia es el nombre de una reina africana que reinó sobre Azna, una comunidad de África Occidental, en el suroeste del actual Níger a finales del siglo XIX. Sarraounia (también escrito sarauniya o saraouniya) es un título en idioma haussa entregado al líder político y religioso de la aldea de Lougou (o Lugu ), situada en el territorio de la comuna de Dan-Kassari, a unos veinte kilómetros de Matankari. La sarraounia de Lougou se habría llamado Mangu (o Mangou ).
Su memoria está ligada a la resistencia que su comunidad opuso a la misión Voulet-Chanoine: en un momento en que muchos reinos de África Occidental se rendían sin luchar a los franceses, la comunidad de Sarraounia dio batalla a las tropas coloniales comandadas por los capitanes Voulet y Chanoine en abril de 1899.
Sarraounia, a partir de la década de 1980, fue reinventada y mitificada como una heroína africana, símbolo del panafricanismo.

## Biografía
Los datos históricos relativos a Sarraounia son escasos y están vinculados principalmente a la misión Voulet-Chanoine mezclados con elementos de la tradición oral africana. El episodio del enfrentamiento entre los guerreros Aznas y la columna comandada por los capitanes Voulet y Chanoine se relata en unas memorias publicadas en 1930 por uno de los miembros de la expedición, el general Joalland (entonces teniente). Describe a Sarraounia como una «vieja bruja» que desafió deliberadamente a los franceses cuando se acercaban a su aldea, enviándoles un mensaje insultante en el que prometía bloquearles el paso y se jactaba de la invencibilidad de sus guerreros. El 16 de abril de 1899, las tropas francesas llegaron a la vista de Logou, donde los guerreros de Sarraounia se enfrentaron a ellos. Según el relato de Joalland, los franceses dispersaron fácilmente a sus adversarios con unas pocas ráfagas de fuego; luego se vieron obligados a luchar para desalojar a los nativos de los matorrales donde se habían refugiado, ya que las tropas francesas tenían que acampar en las cercanías. Debido a la resistencia de los guerreros Lougou, el asunto resultó cruento para los franceses, que perdieron cuatro muertos, seis heridos y unos 7.000 cartuchos de munición.
Los Aznas se retiraron al bosque y, unas semanas más tarde, tras la partida de los franceses, recuperaron la posesión de Lougou, que las tropas coloniales habían incendiado y dejado en ruinas. Según los relatos conservados, Sarraounia desesperada por no haber podido proteger a su tribu, intentó, según la leyenda, suicidarse arrojándose a una hoguera, pero se lo impidieron. Según la tradición, tras su muerte creció sobre su tumba un azufaifo, símbolo de eternidad.

## Posteridad y leyenda
Los archivos del Ministerio de la Guerra francés mencionan la resistencia de los habitantes de Lougou, pero no mencionan el papel desempeñado por Sarraounia. Es sobre todo la tradición oral la que hace de la reina una figura popular en ciertas regiones de Níger, ensalzando su resistencia contra los franceses y atribuyéndole poderes mágicos. El enfrentamiento de Lougou se relata en un pasaje de Le Grand capitaine (1976), relato ficticio de la misión Voulet-Chanoine de Jacques-Francis Rolland, que presenta a «la Sarraounia» como una «reina hechicera» cuyos conjuros fanatizaban a los guerreros de su tribu e inquietaban a los auxiliares del ejército colonial. Fue sobre todo en 1980 cuando el escritor nigerino Mamani Abdoulaye popularizó a Sarraounia -hasta entonces una figura del folclore ignorada por la historiografía- dedicándole una novela, Sarraounia: Le drame de la reine magicienne, que la convirtió en una figura del imaginario colectivo de Níger y, más ampliamente, de África.
Mamami -que decidió escribir su libro como reacción al de Rolland, que le pareció despectivo- escribió  una novela que pretendía dar una versión africana de la historia de la colonización. Mientras Joalland, testigo del suceso, se refiere a Sarraounia como una vieja bruja, Mamani la describe como una mujer joven y hermosa, como una temible guerrera amazona; la convierte en un símbolo político, dándole un discurso con tintes panafricanistas. La figura de Sarraounia, mitificada por este relato ficticio, se convirtió en un símbolo de la lucha contra la colonización.
Como símbolo del orgullo africano y de la resistencia nacional hizo su entrada en los libros de texto escolares del África francófona. Es la heroína de una película adaptada de la novela de Mamani, dirigida por Med Hondo, además de aparecer en varias obras de ficción.